# Baturaja Lama
Baturaja Lama is een bestuurslaag in het regentschap Ogan Komering Ulu van de provincie Zuid-Sumatra, Indonesië. Baturaja Lama telt 7624 inwoners (volkstelling 2010).